# گلیسینول (پتروکارپان)
گلیسینول (پتروکارپان) (به انگلیسی: Glycinol (pterocarpan)) با فرمول شیمیایی C۱۵H۱۲O۵ یک ترکیب شیمیایی با شناسه پاب‌کم ۱۲۹۶۴۸ است. که جرم مولی آن ۲۷۲٫۲۵ g/mol می‌باشد. 